# ألبرت الثاني ملك ألمانيا
ألبرخت الشهم (10 أغسطس 1397 - 27 أكتوبر 1439) كان ملك المجر وكرواتيا منذ 1437 حتى وفاته، وأيضا ملك بوهيميا، وكذلك انتخب كـ ملك ألمانيا في 1438، وفضلاً عن ذلك كان دوق لوكسمبورغ، وأرشيدوق النمسا منذ 1404.

## حياته
ولد ألبرخت في فيينا فهو ابن الذكر الوحيد لألبرخت الصبور دوق النمسا، ويوهانا صوفي من بافاريا.
أصبح دوق النمسا عندما كان في السابعة من العمر بعد وفاة والده في عام 1404، وبذلك أصبح عمه فيلهلم دوق النمسا الداخلية الذي كان من خط ليوبولدين المنافسة بمثابة الوصي عليه، ثم تلاه أخوته ليوبولد الرابع وارنست الحديدي في عام 1406 بعد وفاته، أدت الخلافات بين الإخوة ومحاولاتهم المستمرة للسيطرة على الأراضي خط الألبرتيين إلى ظروف تشبه بالحرب الأهلية، ومع ذلك ألبرخت تلقى تعليماً جيداً، ومع ذلك استطاع استلام حكومته في ظروف مناسبة مع وفاة ليوبولد الرابع في عام 1411 وبحيث نجح في السيطرة على ذلك بمساعدة من مستشاريه في تخليص دوقيته من نفوذ أُسر المنافسة له.
في عام 1422 تزوج ألبرخت من إليزابيث ابنة ووريثة الملك زيكموند من المجر (في وقت لاحق أيضا إمبراطور روماني مقدس وملك بوهيميا) وزوجته الثانية النبيلة السلوفينية باربرا من تسليه،  بالإضافة إلى المجر وبوهيما، جلب زواج ألبرخت له مزاعم عدة ممالك وإمارات سلافية أيضا.
ساعد ألبرخت حماه زيكموند في حملته ضد هوسيون، بحيث شاركت دوقية النمسا في حروب الهوسيين المهلكة، وفي المقابل عينه زيكموند خلفاً له ومنحه لقب مارغريف مورافيا في عام 1423، دمرت الأراضي النمساوية عدة مرات خلال الحرب، وكما شارك ألبرخت في معركة دوماجليتسه عام 1431 بحيث عانت فيها القوات الإمبراطورية من هزيمة محرجة.
عندما توفي سيغيسموند (زيكموند) في عام 1437، توج ألبرخت ملكاً على المجر في 1 يناير 1438، وكما فعل سلفه نقل بلاطه إلى المملكة المجرية من هُنا أشرف على أراضيه الأخرى في وقت لاحق، على الرغم أنه توج كـ ملك بوهيميا بعد ستة أشهر من الصعود إلى العرش المجري، ومع ذلك لم يتمكن من الحصول على حيازة البلاد، ولأنه في حروب مستمرة مع البوهيميين وحلفائهم البولنديين، وكما اختير في 18 مارس 1438 «ملك الرومان» في فرانكفورت وهو شرف لا يبدو أنه سعى له،  ومع ذلك لم يتوج بلقب الإمبراطوري.
وبعد ذلك شارك في الدفاع عن المجر ضد هجمات الأتراك، وتوفي في 27 أكتوبر 1439 في نيزميلي ودفن في سيكشفهيرفار.

## الذرية
أنجبت إليزابيث له:-
- آنا (1432-1462)؛ تزوجت من فيلهلم الثالث لاندغراف تورينغيا، لهم ذرية، طالبوا لفترة وجيزة بدوقية لوكسمبورغ.
- غيورغ (16 فبراير 1436)؛ ولد وتوفي في فيينا.
- إليزابيث (1438-1505)؛ تزوجت من كازيمير الرابع ملك بولندا، لهم ذرية بما في ذلك فلاديسلاف الثاني ملك بوهيميا وكذلك ملك المجر، وأيضا أصبح ثلاثة من أبنائها ملوك بولندا.
- لاديسلاوس (22 فبراير 1440 - 23 نوفمبر 1457)؛ ولد بعد وفاته بأقل من أربعة أِشهر، أصبح دوق النمسا وملك بوهيميا والمجر، ومع ذلك لقب ملك ألمانيا ذهب إلى ابن عمه فريدرخ الثالث، لم يتزوج.